# Herbert Brück
Herbert Paul Brück (né le 21 novembre 1902 à Berlin, décédé en avril 1974 à Kihei) est un joueur professionnel autrichien de hockey sur glace et de bandy.
Son frère aîné Walter est aussi joueur de hockey sur glace, en défense.

## Carrière
Herbert Brück à Berlin mais grandit à Vienne. Il joue à partir de 1914 au Vienne EV d'abord au bandy puis au hockey sur glace en 1923. Il devient champion d'Autriche en 1924, en 1926 en compagnie du Canadien Blake Watson (en) dont il est le traducteur à son arrivée à Vienne en 1925 et en 1927. En 1927, il rejoint le Berlin SC avec qui il devient champion d'Allemagne en 1928 et en 1929.
Herbert Brück a cinquante sélections avec l'équipe nationale et en est le capitaine. Il participe aux Jeux olympiques de 1928 à Saint-Moritz ainsi qu'aux championnats du monde 1930, 1931 où l'Autriche remporte la médaille de bronze et 1933, aux championnats d'Europe 1925, 1926, 1927, 1929 et 1932.
Il met fin à sa carrière en 1933. Cependant il prend part aux deuxièmes Maccabiades d'hiver dans la sélection allemande.
À Berlin, il travaille comme employé de banque puis dirige ensuite un concessionnaire automobile.
Après la Seconde Guerre mondiale, il vit aux États-Unis.